# بيرنهارد شويبل
بيرنهارد شويبل (بالألمانية: Bernhard Scheuble)‏ (و. 1953 – م) هو فيزيائي من ألمانيا . ولد في ميونخ.

## روابط خارجية
- بيرنهارد شويبل على موقع مونزينجر (الألمانية)